# Александър Мацурев
Александър Иванов Мацурев е български политик от политическа партия ГЕРБ.

## Биография
Роден е на 19 май 1983 година в Банско, България.
Получава бакалаварска степен по „Стопанско управление“ в Пловдивския университет. Притежава диплома за висше образование специалност „Маркетинг“ от Колежа по мениджмънт, търговия и маркетинг в София.
Магистър е по „Национална сигурност“ и „Финанси“.
Завършва българското училище за политика „Димитър Паница“ и „Института за политика“.
Владее английски и руски език.
Започва политическата си кариера като е избиран два пъти за общински съветник. В периода 2011 – 2017 г. заема поста заместник-кмет на Банско.
Избран е от 1 МИР Благоевград от листата на ПП ГЕРБ в XLIV и XLV Народно събрание. Член е на Парламентарната комисия по околна среда и водите и на Парламентарната комисия по земеделие и храните.
Член е на групите за приятелство с Косово, Австрия, Албания, Северна Македония, Полша, Румъния, Сърбия, Швейцария, Гърция, Азербайджан и Кувейт.
От 24.11.2023г-момента е заместник областен управител на област Благоевград.